# ПАЗ Citymax 8
Валдай City — низкопольный автобус малого класса Горьковского автомобильного завода. Первый раз был представлен в сентябре 2021 года, параллельно с ПАЗ Citymax 9, выставка проходила с 7 по 11 сентября 2021 года. Позиционируется как современный автобус для пассажирских перевозок, а также для людей с ограниченными физическими возможностями.
Автобус является аналогом ГАЗель City, однако его базовая модель — Валдай NEXT. Принципиальным отличием является капотная компоновка, которая была у автомобилей «Валдай» до 2015 года.
Преимуществами автобуса являются низкий пол и накопительная площадка в центре салона. В отличие от ГАЗель City, автобус вмещает в себя 32 пассажира, 21 из которых — сидячие. Для удобств в маневрировании радиус разворота составляет 7,1 метра.
Для удобной посадки маломобильных граждан и пассажиров с багажом на двери установлена откидная аппарель. Плавность хода обеспечивает пневматическая подвеска. Дополнительный комфорт для пассажиров создаётся креслами с мягкими вставками. В целях предотвращения заболеваний автобус оборудован санитайзерами и системами очистки воздуха.
Багажник, расположенный сзади, позволяет автобусу обслуживать пригородные маршруты. Для обеспечения расширенных проходов между сиденьями и облегчения мойки салона сиденья и поручни прикреплены к боковинам кузова. Несмотря на то, что место водителя отделено от пассажирского салона перегородкой, водитель может полностью контролировать посадку/высадку пассажиров.
Серийная версия, представленная в 2024 году, выпускается объединением «Павловский автобус» под названием ПАЗ Citymax 8. Испытания модели проходили в Нижнем Новгороде.

## Интересные факты
- В 2004—2005 годах на шасси «Валдай» ранее производился автобус ПАЗ-3202 (первый прототип которого был представлен весной 1971 года)[13][14].